# Este-Alcosa-Torreblanca
Este-Alcosa-Torreblanca est un des onze districts administratifs de la ville andalouse de Séville, en Espagne.
Il est situé à l'est de la ville. Il est limité au nord-ouest par le district Nord, au nord-est par la commune de La Rinconada, à l'est par la commune de Carmona, au sud-est par la commune d'Alcalá de Guadaíra, au sud-ouest par le district de Cerro-Amate et à l'ouest par le district de San Pablo - Santa Justa. Sa population est de 94 761 habitants.

## Quartiers
- Palacio de Congresos, Urbadiez, Entrepuentes, Jardines del Edén (16 649 habitants)
- Parque Alcosa (23 185 habitants)
- Colores, Entreparques (35 772 habitants)
- Torreblanca (19 155 habitants)

Lieux dans le district Este-Alcosa-Torreblanca
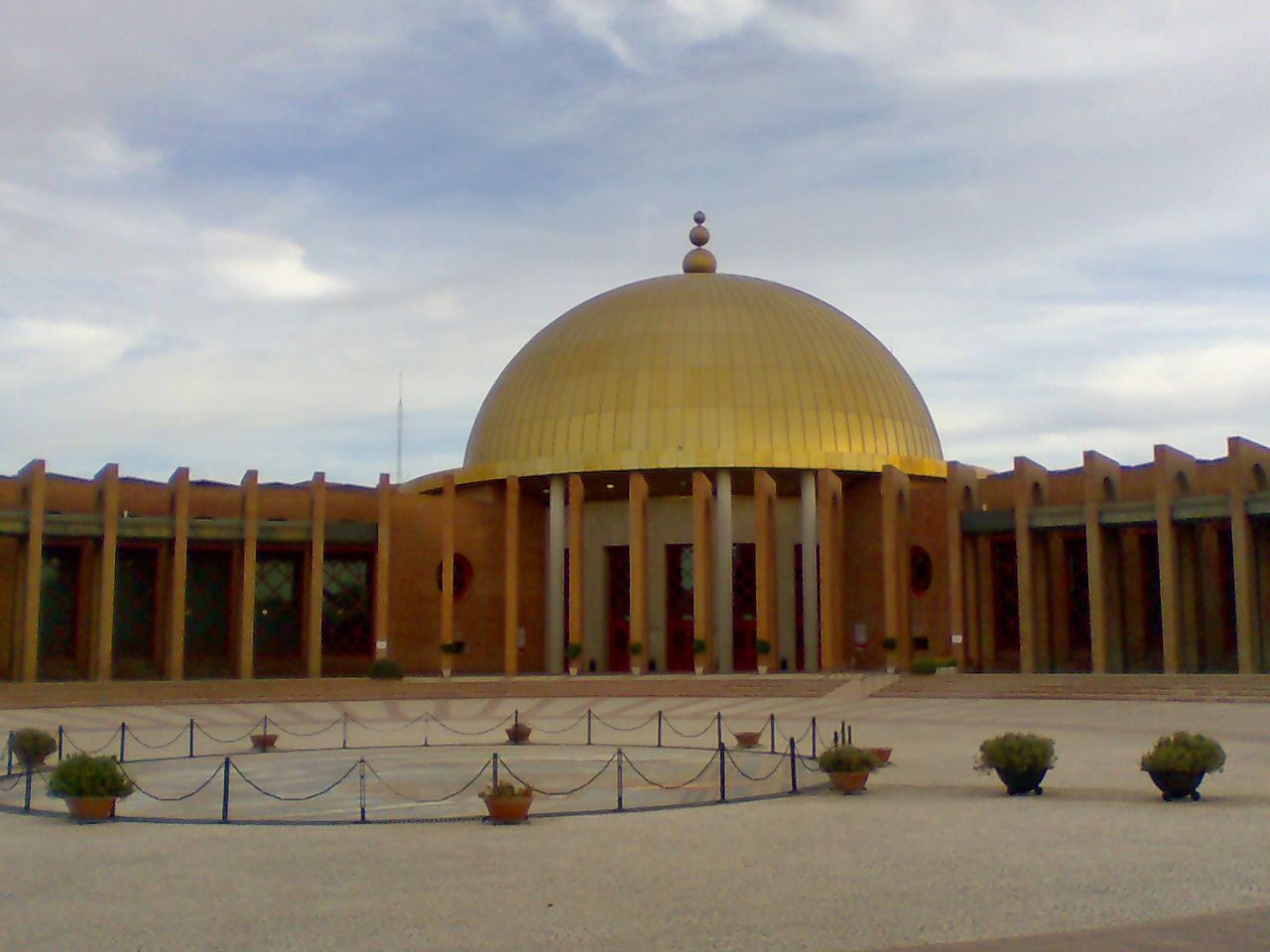
Palais des congrès et des expositions de Séville (es).
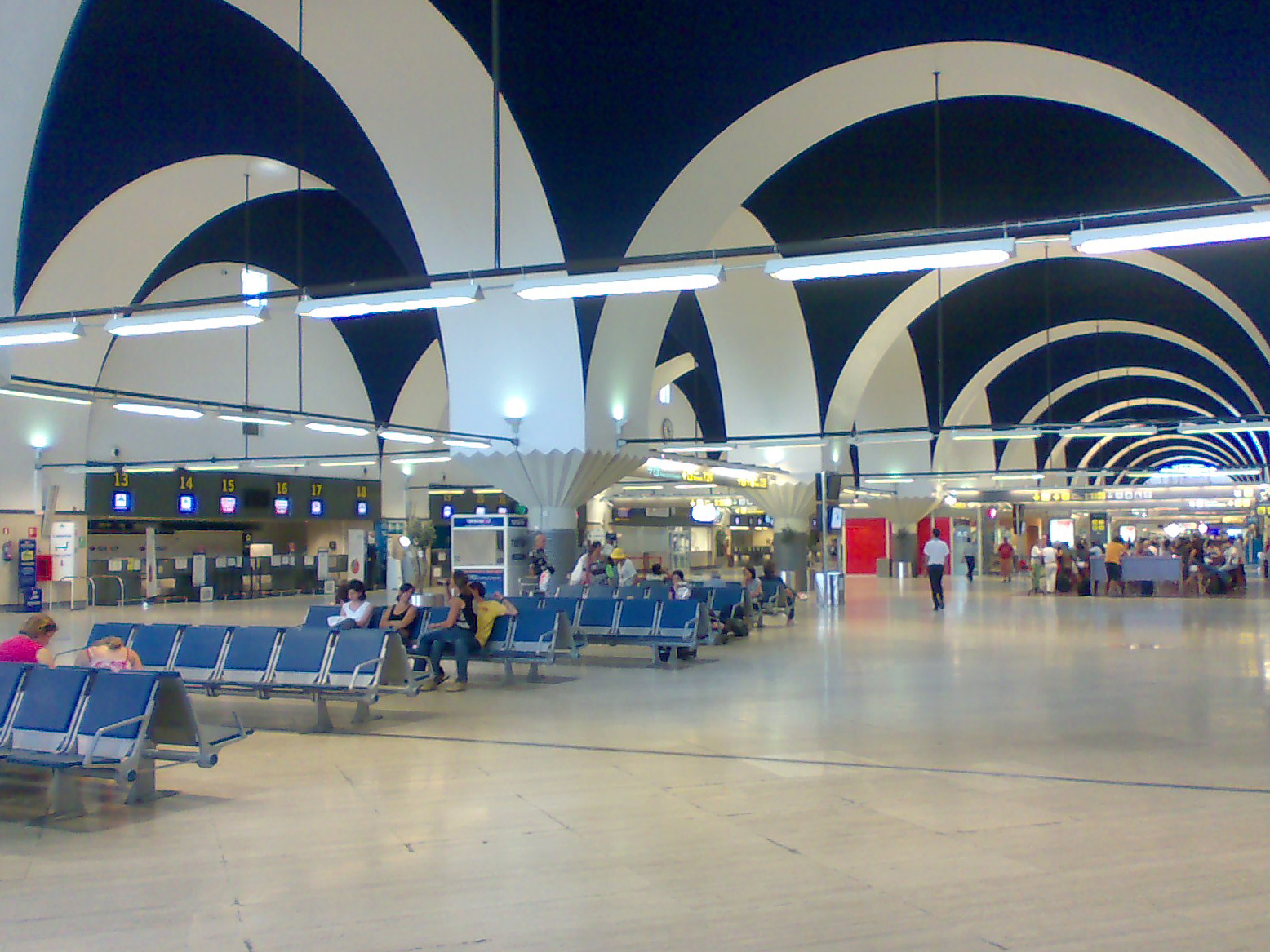
Aéroport de Séville, hall principal.